# Dolor visceral
El dolor visceral es el dolor que resulta de la activación de los nociceptores de las vísceras (órganos) torácicas, pélvicas o abdominales. Las estructuras viscerales son muy sensibles a la distensión (estiramiento), la isquemia y la inflamación, pero son relativamente insensibles a otros estímulos que normalmente evocan el dolor, como el corte o el ardor. El dolor visceral es difuso, difícil de localizar y a menudo se refiere a una estructura distante, normalmente superficial. Puede ir acompañado de síntomas como náuseas, vómitos, cambios en las constantes vitales, así como de manifestaciones emocionales. El dolor puede describirse como nauseabundo, profundo, opresivo y sordo. Las lesiones estructurales o las anormalidades bioquímicas distintivas explican este tipo de dolor sólo en una proporción de pacientes. Estas enfermedades se agrupan en las enfermedades neuromusculares gastrointestinales (GINMD, por sus siglas en inglés). Otros pueden experimentar dolores viscerales ocasionales, a menudo de naturaleza muy intensa, sin ninguna evidencia de razón estructural, bioquímica o histolopatológica para tales síntomas. Estas enfermedades se agrupan en los trastornos gastrointestinales funcionales (TGIF) y la fisiopatología y el tratamiento pueden variar mucho respecto a los GINMD. Las dos principales entidades únicas entre los trastornos funcionales del intestino son la dispepsia funcional y el síndrome del intestino irritable.
La hipersensibilidad visceral es la percepción hipersensible del dolor visceral, que comúnmente experimentan las personas con trastornos gastrointestinales funcionales.

## Epidemiología
En el pasado se consideraba que las vísceras eran insensibles al dolor, pero ahora está claro que el dolor de los órganos internos está muy extendido y que su carga social puede superar a la del dolor de origen superficial (somático). La isquemia miocárdica, la causa más frecuente de dolor cardíaco, es la causa más común de muerte en Estados Unidos. El cólico urinario producido por los cálculos ureterales se ha catalogado como una de las formas de dolor más intensas que puede experimentar un ser humano. La prevalencia de estos cálculos ha aumentado continuamente, alcanzando valores superiores al 20% en los países desarrollados. Las encuestas han revelado tasas de prevalencia entre los adultos del 25% para el dolor abdominal intermitente y del 20% para el dolor torácico; el 24% de las mujeres sufren dolor pélvico en algún momento. Para más de dos tercios de las personas que lo padecen, el dolor se acepta como parte de la vida cotidiana y los síntomas se autogestionan; una pequeña proporción acude a los especialistas en busca de ayuda. Los dolores viscerales se asocian a una disminución de la calidad de vida y suponen una enorme carga económica por los gastos médicos y la pérdida de productividad en el trabajo.

## Presentación clínica
Se debe sospechar dolor visceral cuando un paciente informa vagas sensaciones de malestar en la línea media. El verdadero dolor visceral se caracteriza por una sensación vaga, difusa y mal definida. Independientemente del órgano específico de origen, el dolor generalmente se percibe en la línea media que se extiende desde la parte inferior del abdomen hasta el tórax. En las primeras fases el dolor se percibe en la misma zona general y tiene una evolución temporal, haciendo que la sensación de inicio sea insidiosa y difícil de identificar.
El dolor se asocia típicamente con la participación del sistema nervioso autónomo. Algunos de estos síntomas incluyen palidez, sudoración, náuseas, vómitos, cambios en los signos vitales, como la presión arterial, la frecuencia cardíaca y/o la temperatura. Las reacciones emocionales fuertes también son signos de presentación comunes y pueden incluir ansiedad, angustia y una sensación de muerte inminente. La patología visceral también puede manifestarse solo a través de reacciones emocionales y molestias en las que no se informa dolor. La intensidad del dolor visceral que se siente podría no tener relación con la extensión de la lesión interna.
El dolor visceral cambia de naturaleza a medida que avanza. El dolor procedente de un órgano específico puede experimentarse o "remitirse" a diferentes lugares del cuerpo. No hay ninguna patología ni causa de dolor en estos lugares somáticos referidos, pero el dolor se experimentará en este lugar, a menudo con una intensidad significativa. El dolor referido es más agudo, está mejor localizado y es menos probable que se acompañe de signos autonómicos o emocionales.
Un buen ejemplo de dolor visceral que es habitual y que encarna el amplio espectro de presentaciones clínicas comentadas anteriormente es el infarto de miocardio (IM), más conocido como ataque al corazón. Este dolor es secundario a la isquemia del tejido cardíaco. El síntoma de presentación más común es el dolor torácico, que suele describirse como opresión, presión o apretón. La aparición de los síntomas suele ser gradual, a lo largo de varios minutos, y tiende a localizarse en la parte central del tórax (por encima del esternón), aunque puede experimentarse en el tórax izquierdo, el derecho e incluso la zona abdominal. Los síntomas asociados, que en su mayoría son de naturaleza autonómica, incluyen diaforesis, náuseas, vómitos, palpitaciones y ansiedad (que a menudo se describe como una sensación de fatalidad inminente). El dolor referido se experimenta con mayor frecuencia irradiando hacia el brazo izquierdo, aunque también puede irradiar hacia la mandíbula inferior, el cuello, la espalda y el epigastrio. Algunos pacientes, especialmente los ancianos y los diabéticos, pueden presentar lo que se conoce como un infarto de miocardio indoloro o un "ataque cardíaco silencioso". Un IM indoloro puede presentarse con todos los síntomas asociados a un infarto de miocardio, como náuseas, vómitos, ansiedad, pesadez o asfixia, pero falta el clásico dolor torácico descrito anteriormente.
Siempre es importante, no sólo para el médico sino también para el paciente, recordar la disociación entre la magnitud de la lesión de los órganos internos y la intensidad del dolor y cómo ésta puede ser potencialmente peligrosa si se pasa por alto, por ejemplo, un infarto silencioso. Más raramente, un dolor visceral intenso no significa un proceso patológico significativo, por ejemplo, un intenso dolor de gases.

## Neurobiología
La sensación vaga y mal definida, así como su naturaleza temporal, característica del dolor visceral, se debe a la baja densidad de inervación sensorial de las vísceras y la amplia divergencia de la entrada visceral dentro del sistema nervioso central (SNC). El fenómeno del dolor referido es secundario a la convergencia de fibras nerviosas aferentes viscerales (sensoriales)  que entran en la médula espinal al mismo nivel que las estructuras somáticas superficiales que experimentan el dolor. Esto conduce a una mala interpretación de las señales entrantes por parte de los centros cerebrales superiores.

## Tratamiento
El tratamiento del dolor visceral tiene dos objetivos: aliviar la experiencia actual de dolor y abordar cualquier patología subyacente, siempre y cuando sea identificable. En muchas circunstancias, el tratamiento del dolor debe aplazarse hasta que se haya identificado el origen de los síntomas. El enmascaramiento del dolor puede confundir el proceso de diagnóstico y retrasar el reconocimiento de las afecciones potencialmente mortales. Una vez que se ha identificado una afección tratable, no hay razón para retener el tratamiento sintomático. Además, si no se encuentra la causa del dolor en un tiempo razonable, el tratamiento sintomático del dolor puede ser beneficioso para el paciente, ya que evita la sensibilización a largo plazo y proporciona un alivio inmediato.
El tratamiento sintomático del dolor visceral se basa principalmente en la farmacoterapia. Dado que el dolor visceral puede resultar secundario a una amplia variedad de causas, con o sin patología asociada, se utilizan una amplia variedad de clases farmacológicas de medicamentos que incluyen una variedad de analgésicos (por ejemplo, opiáceos, AINE, benzodiazepinas ), antiespasmódicos (por ejemplo, loperamida ), antidepresivos (ej. TCA, SSRI, SNRI ) así como otros (ej. ketamina, clonidina, gabapentina ). Además, la farmacoterapia que se dirige a la causa subyacente del dolor puede ayudar a aliviar los síntomas debido a la disminución de los estímulos nociceptivos viscerales. Por ejemplo, el uso de nitratos puede reducir el dolor anginoso dilatando las arterias coronarias y reduciendo así la isquemia que causa el dolor. El uso de espasmolíticos (antiespasmódicos) puede ayudar a aliviar el dolor de una obstrucción gastrointestinal al inhibir la contracción del intestino. Hay problemas asociados con la farmacoterapia que incluyen efectos secundarios (p. ej., estreñimiento asociado con el uso de opiáceos), dependencia o adicción química y alivio inadecuado del dolor.
En general, las terapias invasivas se reservan para los pacientes en los que las terapias farmacológicas y otras no invasivas son ineficaces. Se dispone de una amplia variedad de intervenciones que han demostrado ser eficaces; aquí se comentarán algunas de ellas. Aproximadamente el 50-80% de los pacientes con dolor por cáncer pélvico se benefician de los bloqueos nerviosos. Los bloqueos nerviosos ofrecen un alivio temporal y suelen consistir en la inyección de un haz de nervios con un anestésico local, un esteroide o ambos. El bloqueo nervioso permanente puede producirse mediante la destrucción del tejido nervioso. Pruebas sólidas procedentes de múltiples ensayos controlados aleatorios apoyan el uso del bloqueo neurolítico del plexo celíaco para aliviar el dolor y reducir el consumo de opiáceos en pacientes con dolor maligno originado en vísceras abdominales como el páncreas. La neuroestimulación, a partir de un dispositivo como un estimulador de la médula espinal, para la angina refractaria ha demostrado ser eficaz en varios ensayos controlados aleatorios. Un estimulador de la médula espinal también puede utilizarse para otras condiciones de dolor crónico, como la pancreatitis crónica y la fiebre mediterránea familiar. Otros dispositivos que han demostrado ser beneficiosos para reducir el dolor son los estimuladores nerviosos eléctricos transcutáneos (TENS), la estimulación de campo dirigida, ambos utilizados para estados de hiperalgesia somática, la neuromodulación externa, la ablación por radiofrecuencia pulsada y los sistemas de administración de fármacos neuraxiales.